# Junta d'Auxili als Republicans Espanyols
La Junta d'Auxili als Republicans Espanyols (JARE) és una institució fundada a França el 31 de juliol de 1939 per la Diputació Permanent de les Corts aprovant els seus estatuts. La seva finalitat era la d'«administrar tots aquells recursos i bens que es pugui i s'hagi de destinar a l'auxili dels que emigrin d'Espanya per defensar les Institucions democràtiques del nostre país». A la JARE van estar representats tots els partits exiliats excepte el PCE i el PNB per decisió pròpia.
L'organització interna estava composta per un president, un vicepresident i vuit vocals nomenats per la Diputació Permanent. El seu primer president va ser Lluís Nicolau d'Olwer i el vicepresident, i autèntic líder de la nova organització, Indalecio Prieto. Van nomenar vocals Josep Andreu Abelló, Emilio Palomo Aguado, Faustí Valentín i Torrejón, Amador Fernández i Joan Peiró, i en fou assessor Miquel Àngel Marín i Luna. La seva fundació va ser un acte de clara oposició al Servei d'Evacuació de Refugiats Espanyols (SERE), fundada al febrer de 1939 i liderada per Juan Negrín.
Amb la finalitat d'escolaritzar els fills dels refugiats, la JARE va crear a Mèxic l'Academia Hispano-Mexicana i l'Instituto Hispano-Mexicano Ruiz de Alarcón. Tots dos continuen actius en l'actualitat si bé el Ruiz de Alarcón fou substituït el 1942 pel Colegio Madrid, fundat el 21 de juny de 1941.
Les actes de la Delegació mexicana de la JARE i de la Comissió Administradora dels Fons per a l'Auxili dels Republicans Espanyols (CAFARE, 1943-1945) es conserven a l'Arxiu General de la Guerra Civil espanyola (Salamanca) dintre de l'Arxiu de Carles Esplà, adquirit el 2001 pel Ministeri de Cultura.